# Несрећа Хинденбурга
Несрећа Хинденбурга догодила се 6. маја 1937. када се немачки цепелин ЛЗ 129 Хинденбург запалио током покушаја да пристане на свој привезни јарбол у морнаричкој бази Лејкхерст. На цепелину је било 97 особа (36 путника и 61 члан посаде). Погинуло је 36 особа (13 путника, 22 члана посаде и 1 радник на терену). 
Несрећа је забележена филмском камером, фотографијама и звучним записом радијског новинара-очевица Херберта Морисона са терена за слетање, који је емитован следећег дана. Предложене су различите хипотезе и за узрок паљења и за почетно гориво за пожар који је уследио. Догађај је срозао повјерење јавности у дивовски крути цепелин који је носио путнике и обиљежио нагли завршетак ере цепелина. 